# Capitaine Abé
Pour les articles homonymes, voir Abé et Hiroshi Abe.
Le capitaine Hiroshi Abé (安辺 浩, 1890 – 1er mai 1975) est un aviateur japonais qui parvint à relier Tokyo et Paris lors d'un raid mené par deux avions.

## Biographie
Le capitaine Abé, qui a combattu aux côtés des troupes alliées lors du premier conflit mondial, entreprend un périple aérien (ou « raid » dans la terminologie de l'époque) le conduisant de Tokyo à Paris.
Ce raid comprend deux équipages, l'un composé du capitaine Abé accompagné de Shinohara, l'autre appareil étant piloté par Kawachi qu'accompagne le mécanicien Katachiri. Chaque équipage est aux commandes d'un Breguet 19 A-2 de série à moteur Lorraine dont la réputation n'est plus à faire dans le domaine des voyages aéronautiques au long cours de cette période. Financé par le quotidien d'information Asahi, il constitue alors une première pour le Japon.
Les deux équipages quittent Tokyo le 25 juillet 1925. Ils atteignent Moscou le 23 août 1925 après être passés par la Sibérie. Après une escale de 3 semaines à Moscou mise à profit pour réaliser une révision des appareils, ils quittent la capitale soviétique le 15 septembre pour arriver à Paris via l'Allemagne le 28 septembre 1925. Au total, ils ont parcouru 14 130 km en 65 jours,,.
Après leur exploit, une nouvelle révision totale des appareils est réalisée avant que les Japonais ne rejoignent par la voie des airs Londres le 12 octobre 1925 puis Bruxelles le 19 octobre et Rome le 24 octobre 1925.
Leur exploit constitue le premier voyage du Japon vers l'Europe par la voie du Nord.